# Tancredo Neves
Tancredo Neves (São João del Rei, 1910. március 4. – Brazíliaváros, 1985. április 21.) brazil politikus, ügyvéd és vállalkozó. 1985-ben megválasztották a Harmadik Brazil Köztársaság első elnökének, de hivatala elfoglalása előtt elhunyt.

## Családja
Ősei között szerepelt a gyarmati időszak ismert paulistája, Amador Bueno. Főleg portugál felmenőkkel rendelkezett, de osztrák vér is csörgedezett ereiben, vezetékneve pedig az Azori-szigetekről származó nagyapjától származik. Egyik unokája a szintén politikus Aécio Neves.

## Emlékezete
- Bahia államban település viseli a nevét.
- Belo Horizonte repülőtere is róla kapta nevét.
- Az Iguazú folyó felett Argentínát és Brazíliát összekötő híd hivatalos neve Tancredo Neves híd.